# Krista Kosonen

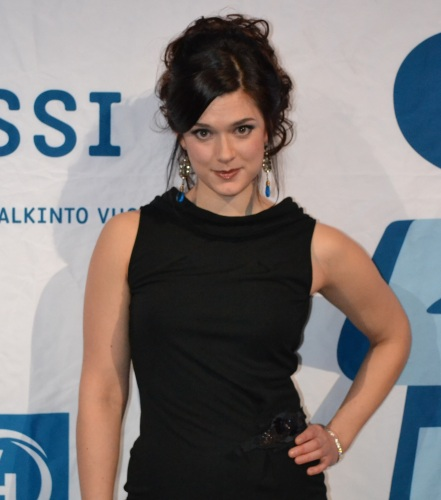
Krista Kosonen (2011)

Krista Erika Kosonen (* 28. Mai 1983 in Espoo) ist eine finnische Schauspielerin.

## Leben
Krista Kosonen schloss 2009 ihr Schauspielstudium mit einem Masterabschluss in Theaterwissenschaften an der Theaterakademie Helsinki ab. Während dieser Zeit war sie bereits regelmäßig am Theater beschäftigt. So spielte sie am Ryhmäteatteri, Turun kaupunginteatteri und Suomen Kansallisbaletti unterschiedliche Rollen.
Auch auf der Leinwand war sie in mehreren Produktionen zu sehen. Ihr Debüt gab sie in dem 2006 veröffentlichten und von Antti-Jussi Annila inszenierten finnisch-chinesischen Fantasy-Film Jade-Krieger in der Rolle der Ronja. Sie selbst spielte seitdem in über 40 Film- und Fernsehproduktionen mit. Für ihre Rollen in Syvälle salattu, Kätilö und Miami wurde sie jeweils als beste Hauptdarstellerin für einen Jussi nominiert, wobei sie die letzten beiden auch gewinnen konnte. Bei den Serienkritikerprisen 2020 war sie als beste Darstellerin für die Hauptrolle in Beforeigners nominiert.
In dem 2017 veröffentlichten Hollywoodfilm Blade Runner 2049 hatte sie eine kleine Rolle als finnische Straßenhure. In der einzigen Szene spielt sie an der Seite von Ryan Gosling, Mackenzie Davis und Elarica Johnson und sagt zwei finnische Sätze.
In Tove, der 2020 veröffentlichten Filmbiografie über die finnische Autorin und Künstlerin Tove Jansson, spielt Kosonen die Theaterregisseurin Vivica Bandler.
Kosonen war einige Jahre mit dem Schauspieler Sampsa Nuotion liiert. Das Paar trennte sich 2012. Seit 2014 ist sie mit dem Regisseur Antti Jokinen liiert. Seit 2015 haben sie eine gemeinsame Tochter, seit 2018 sind sie verheiratet.

## Filmografie
- 2002: Hurja joukko (Fernsehserie, 3 Folgen)
- 2006: Jade-Krieger (Jade Soturi)
- 2007: Suden vuosi
- 2008: Suojelijat (Fernsehserie, 5 Folgen)
- 2009: Uutishuone (Fernsehserie, 12 Folgen)
- 2010: Prinsessa
- 2011: Syvälle salattu
- 2011: Ovia ja lukkoja
- 2011: Risto
- 2011: Moska (Fernsehserie, 8 Folgen)
- 2012: Fegefeuer (Puhdistus)
- 2012: Road North – Nordwärts (Tie pohjoiseen)
- 2012: Juoppohullun päiväkirja
- 2013: In aller Liebe (Kaikella rakkaudella)
- 2013: Rölli ja kultainen avain
- 2014: Big Significant Things
- 2014: Toisen kanssa (Fernsehserie, 6 Folgen)
- 2015: Kätilö
- 2015: Kingi (Fernsehserie, 9 Folgen)
- 2017: Blade Runner 2049
- 2017: Miami
- 2018: Bullets (Fernsehserie, 10 Folgen)
- 2019–2022: Beforeigners – Mörderische Zeiten (Beforeigners, Fernsehserie, 12 Folgen)
- 2019: Dogs Don’t Wear Pants (Koirat eivät käytä housuja)
- 2019: Tottumiskysymys
- 2020: Tove
- 2020: Helene
- 2020: Makkari (Fernsehserie, 2 Folgen)
- 2021: Mister8 (Fernsehserie, 8 Folgen)
- 2022: Palimpsest
- 2023: Der Schwarm (The Swarm, Fernsehserie, 7 Folgen)
- 2024: Ronja Räubertochter (Ronja Rövardotter, Fernsehserie, 6 Folgen)
- 2024: Duino
- 2024: Doktrinen (Fernsehserie, 8 Folgen)
- 2025: Munkkivuori (Fernsehserien)